# Люнгенские Альпы
Люнгенские Альпы (норв. Lyngsalpene, северносаам. Ittuvárit, квенск. Yykeänvaarat) — горный массив на северо-востоке фюльке Тромс в Норвегии, к востоку от города Тромсё. Горный массив проходит через коммуны Люнген, Балсфьорд и Стурфьорд. Горы находятся на западном берегу Люнген-фьорда и ориентированы вдоль направления с севера на юг. Длина горного массива составляет не менее 99 км; горный хребет простирается на юг до границы со Швецией, а его ширина составляет 15-20 км. Горы возвышаются над полуостровом Люнген, который граничит с Люнген-фьордом на востоке и Ульс-фьордом (норв. Ullsfjorden) на западе.
В настоящее время в Люнгенских Альпах находится 140 ледников, покрывающих суммарную площадь около 141 км². Гамвикблоисен (норв. Gamvikblåisen) и Стрюпенбреен (норв. Strupenbreen) являются двумя крупнейшими во внешней части полуострова, в то время как во внутренних областях самыми крупными являются Форнесбреен (норв. Fornesbreen) и ледниковый комплекс Йеккеварри. Коренная порода массива состоит из пояса офиолитовых габбро, окружённого с обеих сторон преимущественно сланцеватыми метаосадочными породами. В низкогорных районах между Отереном и Коппангеном преобладают амфиболиты, зеленокаменные и зеленые сланцы. В низинах на восточной стороне полуострова Люнген в основном встречаются слюдяные сланцы, филлиты и доломиты. Низменности на западной стороне в основном состоят из слюдяных сланцев и небольшого количества кварцитов. За исключением ледяных шапок на вершинах Йеккеварри и Балггесварри, на полуострове Люнген преобладают каровые ледники. Люнгенские Альпы достаточно высоки, чтобы давать дождевую тень во внутренних низменных районах к востоку от гор. Адвекция тепла воздуха и водных масс на север в район Норвежского моря вызывает одни из самых больших температурных аномалий в мире: средняя январская температура воздуха в Тромсё примерно на 24 °C выше, чем в среднем на этой же широте.
Ландшафтный заповедник Люнгенских Альп был учрежден королем Норвегии 20 февраля 2004 г. с целью защиты одной из характерных горных областей Норвегии, которая включает в себя ледники, морены, долины и геологические отложения, с биологическим разнообразием, культурными памятниками и культурным влиянием, которое характеризует ландшафт. Охрана природных ресурсов в пределах ландшафтного заповедника также важна для саамской культуры и экономики, а участок должен быть пригоден для оленеводства. 22 мая 2004 года наследный принц Норвегии Хокон принял участие в открытии ландшафтного заповедника. Площадь ландшафтного заповедника Люнгенских Альп составляет 961,2 км². Заповедник простирается на четыре коммуны в фюльке Тромс.
Между Тромсё и Люнгеном налажено сообщение общественного транспорта: экспресс-катер до Нур-Ленангена и несколько автобусных маршрутов. Одной из главных туристических достопримечательностей Люнгенских Альп является ледниковое озеро Бловатнет характерного бирюзового цвета, расположенное в долине Струпскардет (норв. Strupskardet).

## Альпинизм

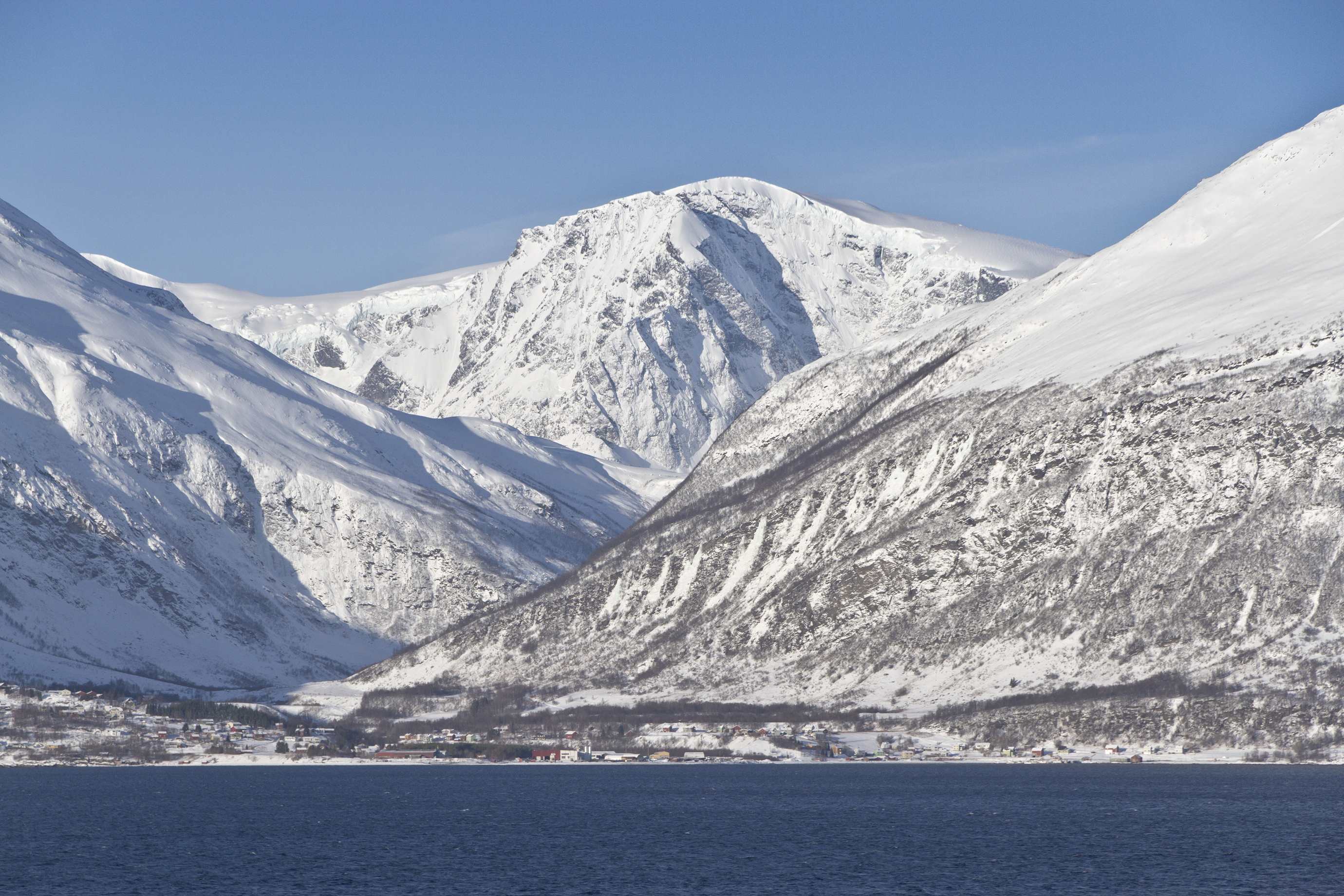
Вершина Йеккеварри (вид с востока)

Эти альпийские горы популярны среди лыжников-экстремалов. Самая высокая вершина Йеккеварри высотой 1834 м является также самой высокой горой в фюльке Тромс. Наивысшей вершиной северной части Люнгенских Альп является гора Стуре Ленангстинд (норв. Store Lenangstinden) высотой 1625 м. Британский альпинист Уильям Сесил Слингсби был первым, кто поднялся на многие вершины этого горного хребта. Слингсби был очень впечатлён вершиной Йеккеварри, образно назвав её «коронованным снегами монархом люнгенских вершин» и «северным Монбланом». Гора Пиггтинден (норв. Piggtinden) вовлекла в альпинизм норвежского философа Петера Весселя Цапффе, который четырём своим попыткам достичь этой вершины посвятил рассказ «Четыре крестовых похода на Пиггтинд» (норв. Fire korstog til Piggtind) книги «Суровые радости». Однако вершина Пиггтинден была впервые покорена летом 1920 года Хеннингом Тёнсбергом и Карлом Вильгельмом Рубенсоном, тогда как сам Цапффе покорил эту гору только в 1923 году, а первое зимнее восхождение было совершено в 1971 году.

## Геология и гляциология

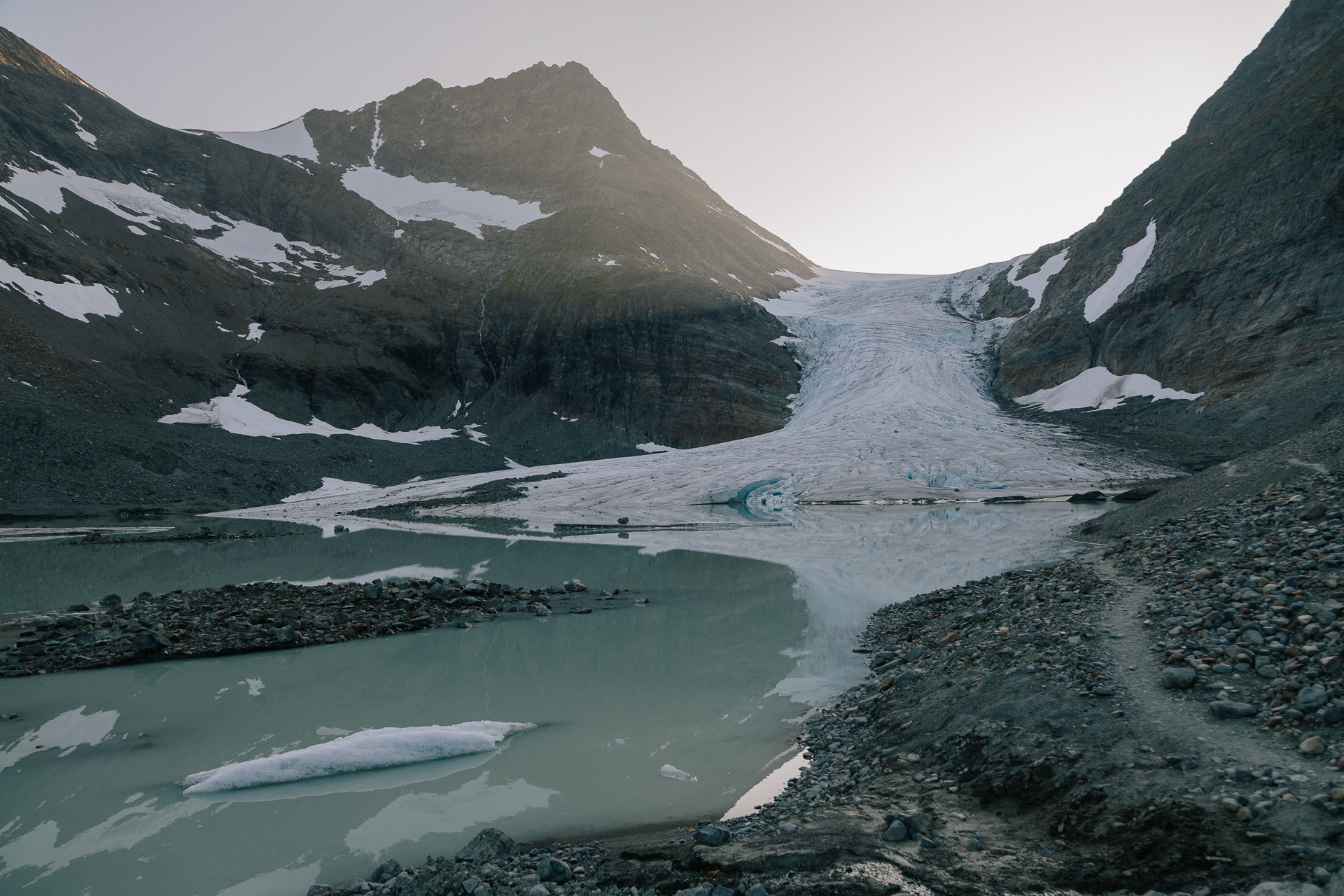
Ледник Стейндальсбреен

Бо́льшая часть полуострова Люнген представляет собой ярко выраженную гористую местность с высокими горами и альпийскими ландшафтами в широкой полосе вдоль оси полуострова и с более низкими участками ландшафта вдоль фьордов по обеим сторонам полуострова. Альпийская центральная часть Люнгена состоит из габбро и других твёрдых пород, хорошо противостоящих эрозии и выветриванию. Габбро формируется, когда расплавленная магма оказывается в ловушке под поверхностью Земли и медленно остывает в кристаллическую массу. Нижние части полуострова сложены несколькими типами менее устойчивых пород, преимущественно метаморфизованных осадочных пород. Горный массив в нескольких местах рассечен поперечными глубокими горными перевалами и долинами.
Полуостров Люнген является частью Каледонской складчатости. Каледонская складчатость, протянувшаяся от арктической Норвегии через Великобританию, Ирландию и части Гренландии, образовалась в результате столкновения древних континентов Лаврентия и Балтика 380—430 миллионов лет назад. Горы этой складчатости первоначально могли быть от восьми до десяти километров в высоту. В геологии северной Скандинавии преобладают две коренные породы — докембрийский фундамент и каледонский горный хребет. На полуострове Люнген преобладает 100-километровая плита, состоящая из габбро, пластинчатых диабазовых даек и других основных магматических пород. Эти породы принадлежали коре, подстилающей часть океана Япетус во время финнмаркского орогенеза и были надвинуты на коренные породы, деформированные во время более раннего финнмаркского тектонизма. Во время каледонского орогенеза Балтика погружалась под Лаврентию. Островная дуга с её габбровыми интрузиями и офиолитовой толщей была зажата между плитами, а затем поднята на поверхность плиты Балтика. Габбро был поднят над уровнем моря и подвергся сильной эрозии. Докембрийский фундамент доминирует над большими островами к западу от Тромсё — Сенья, Квалёйа, Рингвассёйа и Ванна, в то время как магматические покровы Тромсё и Люнгена доминируют над территорией к востоку от Тромсё.
Несмотря на долгую историю оледенения, свидетельства оледенения, которые мы можем наблюдать сегодня, относятся только к последнему ледниковому периоду, потому что из-за его продолжительности и интенсивности он в значительной степени уничтожил результаты предыдущих ледниковых периодов. Во время максимальной толщины льда около 20 000 лет назад полуостров Люнген, вероятно, был покрыт ледниками толщиной до 1000—1200 м. В период 9000—13 000 лет назад фьордовые и долинные ледники растаяли. Большая часть рыхлых горных пород на полуострове Люнген представляет собой морены и ледниковый материал, перенесенный в результате таяния ледникового щита. После ледникового периода в горных районах наблюдалась различная ледниковая активность, которая в меньшей степени повлияла на ландшафт. Морозное выветривание произошло на крутых нижних стенах и склонах гор. Реки в долинах выносили рыхлые массы в море, волны размывали и сортировали наносы в постоянно опускающейся пляжной зоне, а на морском дне отлагалась глина. Баланс массы ледников и близлежащих территорий впереди — это климатические архивы, которые могут рассказать о природных изменениях из недавнего прошлого и текущей ситуации.

## Озеро Бловатнет

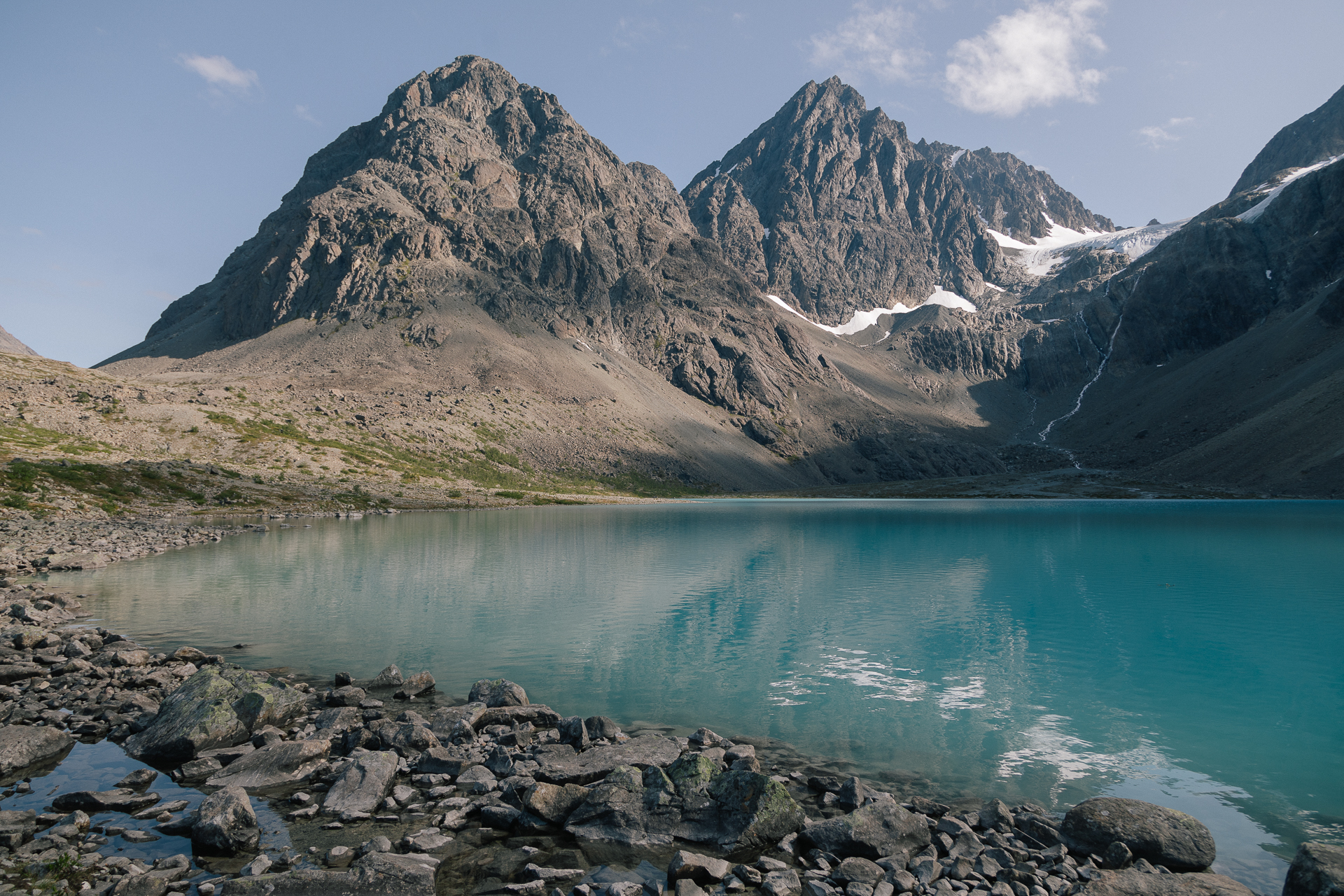
Озеро Бловатнет, гора Ленангстинд и ледники Ленангсбреен

Моренное озеро Бловатнет (норв. Blåvatnet) расположено в северной части полуострова Люнген рядом с горой Нордре Егервастинд и ниже двух ледников Ленангсбреен. Озеро окружено с севера двумя краевыми моренами, образовавшимися во время позднего дриаса 12 800—11 500 лет назад, и с востока тремя моренами, образовавшимися в раннем голоцене 8900—10 400 лет назад. Ледники Ленангсбреен достигали современной береговой линии, расположенной примерно в 4 км к северу-западу от озера Бловатнет, примерно 20 тысяч лет назад. Современная площадь ледников Ленангсбреен составляет 1,9 км2, в то время как в позднеледниковый период 18—20 тысяч лет назад она составляла 9,1 км2, а уровень моря был на 87 м выше современного. 3800—8800 лет до настоящего времени ледники Ленангсбреен были полностью растаявшими. Ледниково-флювиальный сток формирует проградирующую дельту в истоке озера и образует взвешенные отложения, которые преломляют свет в бирюзовом спектре, что дало озеру его имя, означающее «Голубое озеро».

## Климат и фауна
В Люнгене есть разница между климатом западной и восточной частей полуострова. Высокогорный район действует как барьер и останавливает большую часть осадков, поступающих с запада, так что большая их часть выпадает на западную сторону и делает восточную сторону более сухой. Это также влияет на состояние снега и продолжительность зимнего сезона. Низменности можно считать прибрежными со среднегодовым количеством осадков около 600 мм в Люнгсейдете и 850 мм в Ульс-фьорде. В горах выпадает гораздо больше осадков. Среднегодовая температура составляет 3,0 °C. В январе самая низкая среднемесячная температура составляет −4,5 °C, а в июле самая высокая — 12,5 °C.
Самые высокогорные районы Люнгсалпана бедны видами, в то время как в более низких горных районах, долинах и лесных районах наблюдается большее видовое разнообразие как птиц, так и животных. На высокогорье видовое разнообразие ограничено, и в основном можно встретить только куропаток, воронов и пуночек. На более низких высотах обитает большее количество видов включая воробьинообразных, куликов, гусеобразных. Дикие виды млекопитающих включают зайцев, рыжих лисиц, рысей и снежных мышей. Есть также бродячие росомахи, рыси и лоси. В этом районе также обитают белки и куницы. Дикие норки и выдры водятся у озёр и в водотоках. В дополнение к этим видам имеется большое количество мелких грызунов.

## История
Территория вокруг Люнгена находится в самом сердце Северного Калотта на границе со Швецией и Финляндией. На протяжении веков Люнген был местом встречи культур, торговли, религиозных течений и конфликтов между северными государствами. Исторически Люнген также являлся пограничной территорией между российской и датско-норвежской зоной совместного налогообложения. После заключения мира в 1326 году Люнген был западной границей податных земель Новгородской республики. Россия могла собирать налоги вдоль побережья Норвегии до Люнгена. Люнген также был приграничным районом, имеющим большое значение в новейшей истории. Во время Второй мировой войны в рамках военной операции «Нордлихт» в 1944—1945 годах Нацистская Германия создала оборонительную линию для защиты от наступления советских войск через Норвегию — Люнгенскую линию, а во время холодной войны Норвегия снова перевооружила эту оборонительную линию.
Полуостров Люнген долгое время был местом выпаса северных оленей. Существуют письменные источники, рассказывающие о переселении шведских саамов в Идду-няргу (Iddu-njarga), на полуостров Люнген ещё в XVIII веке. В Лапландском кодексе от 1751 года было признано право саамов на использование пастбищ через государственную границу, которая затем была оформлена между Данией/Норвегией и Финляндией/Швецией. В 1972 году Норвегия расторгла соглашение о выпасе оленей со Швецией.
Образ жизни морских саамов в этом районе основывался на сочетании нескольких видов промыслов, обеспечивающих выживание. Женщины несли основную ответственность за ведение хозяйства. Они заботились о детях, ухаживали за амбаром, готовили и занимались домашним хозяйством. Мужчины в основном отвечали за содержание зданий и инструментов, рыболовство, охоту, дрова, покос и разделку скота, а также изготовление инструментов и посуды. Многие мужчины уходили на сезонную рыбалку, а женщины занимались домашними обязанностями.
Квены, пересекшие границу в XVIII и XIX веках, принесли с собой свои обычаи и язык. Норвежцы, приехавшие в Люнген в XVII веке, были торговцами, христианскими миссионерами и государственными служащими. Норвежские фермеры и рыбаки также жили у богатого ресурсами Люнген-фьорда. Историческая встреча саамов, норвежцев и квенов на Нордкалоттене была названа «встречей трёх племен».